# Artiom Howhannisjan
Artiom (Art) Howhannisjan (ur. 16 listopada 1981 w Giumri) – ormiański bokser kategorii lekkiej.

## Kariera amatorska
Howhannisjan zaczął walczyć amatorsko w wieku 13 lat. Był czterokrotnym mistrzem Armenii w wadze lekkiej, karierę amatorską zakończył bez ważniejszych sukcesów, mając stoczonych ponad 175 walk z czego tylko 12 przegranych.

## Kategoria lekka
Jako zawodowiec zadebiutował w 2006 roku. Trzy pierwsze walki zawodowe, stoczył we Francji, dwukrotnie wygrywając i raz remisując z lokalnymi zawodnikami. Do lipca 2011 roku wygrał jeszcze 12 pojedynków z mało znanymi rywalami, nie zdobywając żadnego tytułu.
5 sierpnia 2011 roku zmierzył się z byłym mistrzem świata IBF w wadze piórkowej Cristobalem Cruzem. Walka zaplanowana na 10 rund, zakończyła się technicznym remisem w 4 rundzie, gdy po przypadkowym zderzeniu głowami powstało rozcięcie nad okiem Cruza.
20 lipca 2012 roku zmierzył się z byłym mistrzem świata WBA w wadze lekkiej Miguelem Acostą. Howhannisjan świetnie rozpoczął pojedynek już w 1 rundzie były mistrz znalazł się na deskach. W 5 rundzie Acosta odpłacił mu tym samym, posyłając go na deski. Po świetnym pojedynku Howhannisjan zwyciężył niejednogłośnie na punkty (95-93, 92-96, 95-93).